# Pedro Ibarra
Pedro Ibarra (* 11. September 1985 in Victoria, Buenos Aires) ist ein argentinischer Hockeyspieler. 2016 war er mit der argentinischen Nationalmannschaft Olympiasieger, 2014 war er Weltmeisterschaftsdritter.

## Sportliche Karriere
2006 belegte die argentinische Mannschaft den zehnten Platz bei der Weltmeisterschaft in Mönchengladbach. 2007 bei den Panamerikanischen Spielen in Rio de Janeiro gewannen die Argentinier die Silbermedaille hinter den Kanadiern. 2008 konnten sich die Argentinier nicht für die Olympischen Spiele in Peking qualifizieren, im entscheidenden Turnier belegten sie den zweiten Platz hinter den Neuseeländern. Bei der Weltmeisterschaft 2010 in Neu-Delhi erreichten die Argentinier den siebten Platz. Im Jahr darauf bezwangen die Argentinier die kanadische Mannschaft im Finale der Panamerikanischen Spiele in Guadalajara. 2012 belegten die Argentinier den zehnten Platz bei den Olympischen Spielen in London.
Bei der Weltmeisterschaft 2014 in Den Haag belegten die Argentinier in ihrer Vorrundengruppe den zweiten Platz hinter den Niederländern. Nach einer Halbfinalniederlage gegen die Australier gewannen die Argentinier das Spiel um die Bronzemedaille gegen die englische Mannschaft mit 2:0. 2015 gewannen die Argentinier im Finale der Panamerikanischen Spiele in Toronto gegen die Kanadier mit 3:0.
Bis 2016 hatten die argentinischen Damen bei Olympischen Spielen zwei Silber- und zwei Bronzemedaillen gewonnen, die beste Platzierung der Herren war bei neun Teilnahmen der achte Platz 1988 und 2000. Bei den Olympischen Spielen in Rio de Janeiro belegten die Argentinier in ihrer Vorrundengruppe den dritten Platz hinter den Niederländern und den Deutschen. Im Viertelfinale bezwangen sie die spanische Mannschaft mit 2:1 und im Halbfinale besiegten sie die Deutschen mit 5:2. Im Finale gegen die belgische Mannschaft siegten die Argentinier mit 4:2 und waren damit Olympiasieger. Mannschaftskapitän Pedro Ibarra hatte im Finale den ersten Treffer für die Argentinier erzielt. Ende 2018 belegten die Argentinier bei der Weltmeisterschaft in Bhubaneswar den siebten Platz. Bei den Panamerikanischen Spielen 2019 in Lima trafen die Argentinier im Finale einmal mehr auf die Kanadier und gewannen zum dritten Mal in Folge den Titel. Bei den Olympischen Spielen in Tokio schied die argentinische Mannschaft im Viertelfinale mit 1:3 gegen die Deutschen aus. Während der Schlussfeier war er der Fahnenträger seiner Nation.
Insgesamt bestritt Pedro Ibarra über 300 Länderspiele für Argentinien. Der Heimatverein des 1,74 m großen Verteidigers ist der Club San Fernando. Sein Bruder Isidoro Ibarra war 2016 ebenfalls Mitglied der Olympiamannschaft.